# 近畿地方の鉄道路線
近畿地方の鉄道路線（きんきちほうのてつどうろせん）
解説：
- 「広域：」とは、その地域内の複数の部分にまたがる路線である。地域内で完結している。
- 「超広域：」とは、その地域と他の地域にまたがる路線である。
  - 詳細については、その地域を含む親の地域の「広域」にある同じ路線名の記述を参照。
  - 近畿地方以外の路線が紛れ込んでいる可能性もある。その場合は、単に削除するのではなく、適切な記事に移動するか、誤りの指摘をしていただきたい。

- 各路線の区間は『鉄道要覧』を基準としている。
- 同じ路線でも支線（別線）および事業種別の違う区間は別掲しており、各地方ごとに起点側から(1)、(2)…と番号を付けている。
- 特記無き路線は鉄道事業法に基づく鉄道路線、［軌道法適用］と記載がある路線は軌道法に基づく軌道路線である。

廃止された鉄道路線については日本の廃止鉄道路線一覧を参照。

## 近畿地方
- 超広域：
  - 東海道新幹線 （東海旅客鉄道）：東京駅 - 新大阪駅  (552.6 km)
  - 東海道本線 （東海旅客鉄道）：熱海駅 - 米原駅  (341.3 km)
  - 北陸本線 （西日本旅客鉄道）：敦賀駅 - 米原駅  (45.9 km)
  - 小浜線 （西日本旅客鉄道）：敦賀駅 - 東舞鶴駅  (84.3 km)
  - 関西本線 （西日本旅客鉄道）：亀山駅 - JR難波駅  (115 km)
  - 草津線 （西日本旅客鉄道）：柘植駅 - 草津駅  (36.7 km)
  - 紀勢本線 （東海旅客鉄道）：亀山駅 - 新宮駅  (180.2 km)
  - 山陽新幹線 （西日本旅客鉄道）：新大阪駅 - 博多駅  (644 km)
  - 山陽本線 （西日本旅客鉄道）：神戸駅 - 下関駅  (528.1 km)
  - 姫新線 （西日本旅客鉄道）：姫路駅 - 新見駅  (158.1 km)
  - 赤穂線 （西日本旅客鉄道）：相生駅 - 東岡山駅  (57.4 km)
  - 山陰本線 （西日本旅客鉄道）：京都駅 - 幡生駅  (673.8 km)
  - 近鉄大阪線 （近畿日本鉄道）：大阪上本町駅 - 伊勢中川駅  (108.9 km)
  - 智頭急行智頭線 （智頭急行）：上郡駅 - 智頭駅  (56.1 km)

- 広域：
  - 近鉄京都線 （近畿日本鉄道）：京都駅 - 大和西大寺駅  (34.6 km)
  - 近鉄奈良線 （近畿日本鉄道）：布施駅 - 近鉄奈良駅  (26.7 km)
  - 近鉄けいはんな線(1) （近畿日本鉄道）：鉄軌分界点 - 生駒駅  (5.1 km)
  - 近鉄南大阪線 （近畿日本鉄道）：大阪阿部野橋駅 - 橿原神宮前駅  (39.8 km)
  - 京阪本線 （京阪電気鉄道）：淀屋橋駅 - 三条駅  (49.3 km)
  - 京阪京津線 （京阪電気鉄道）［軌道法適用］：御陵駅 - びわ湖浜大津駅  (7.5 km)
  - 阪急神戸本線 （阪急電鉄）：大阪梅田駅 - 神戸三宮駅  (32.3 km)
  - 阪急京都本線 （阪急電鉄）：十三駅 - 京都河原町駅  (45.3 km)
  - 阪急宝塚本線 （阪急電鉄）：大阪梅田駅 - 宝塚駅  (24.5 km)
  - 阪神本線 （阪神電気鉄道）：元町駅 - 大阪梅田駅  (32.1 km)
  - 阪神なんば線 （阪神電気鉄道）：尼崎駅 - 西九条駅  (6.3 km)
  - 南海本線 （南海電気鉄道）：難波駅 - 和歌山市駅  (64.2 km)
  - 南海高野線 （南海電気鉄道）：汐見橋駅 - 極楽橋駅  (64.5 km)
  - 琵琶湖線 - JR京都線 - JR神戸線 - JR宝塚線（それぞれ愛称:西日本旅客鉄道）
  - 東海道本線 （西日本旅客鉄道）：米原駅 - 神戸駅  (143.6 km)
  - 東海道本線(1) （西日本旅客鉄道）：吹田貨物ターミナル駅 - 尼崎駅  (12.2 km)
  - 湖西線 （西日本旅客鉄道）：山科駅 - 近江塩津駅  (74.1 km)
  - 和歌山線 （西日本旅客鉄道）：王寺駅 - 和歌山駅  (87.5 km)
  - 阪和線 （西日本旅客鉄道）：天王寺駅 - 和歌山駅  (61.3 km)
  - 福知山線 （西日本旅客鉄道）：尼崎駅 - 福知山駅  (106.5 km)
  - 片町線 （西日本旅客鉄道）：木津駅 - 京橋駅  (44.8 km)
  - JR東西線 （西日本旅客鉄道・第2種）：京橋駅 - 尼崎駅  (12.5 km)
  - 能勢電鉄妙見線 （能勢電鉄）：川西能勢口駅 - 妙見口駅  (12.2 km)
  - 京都丹後鉄道宮津線 （WILLER TRAINS・第2種）：西舞鶴駅 - 豊岡駅  (83.6 km)

### 京都府
- 超広域：東海道新幹線 東海道本線 湖西線 山陰本線 小浜線 福知山線 関西本線 片町線 近鉄京都線 京阪本線 京阪京津線 阪急京都本線 京都丹後鉄道宮津線
- 広域：
  - 奈良線 （西日本旅客鉄道）：京都駅 - 木津駅  (34.7 km)
  - 舞鶴線 （西日本旅客鉄道）：綾部駅 - 東舞鶴駅  (26.4 km)
  - 京阪宇治線 （京阪電気鉄道）：中書島駅 - 宇治駅  (7.6 km)
  - 嵯峨野観光鉄道嵯峨野観光線 （嵯峨野観光鉄道・第2種）：トロッコ嵯峨駅 - トロッコ亀岡駅  (7.3 km)
  - 京都丹後鉄道宮福線 （WILLER TRAINS・第2種）：宮津駅 - 福知山駅  (30.4 km)
  - 京都市営地下鉄東西線 （京都市交通局）：六地蔵駅 - 太秦天神川駅  (17.5 km)
- 京都市
  - 阪急嵐山線 （阪急電鉄）：桂駅 - 嵐山駅  (4.1 km)
  - 京阪鴨東線 （京阪電気鉄道）：三条駅 - 出町柳駅  (2.3 km)
  - 京福電気鉄道嵐山本線 （京福電気鉄道）［軌道法適用］：四条大宮駅 - 嵐山駅  (7.2 km)
  - 京福電気鉄道北野線 （京福電気鉄道）［軌道法適用］：北野白梅町駅 - 帷子ノ辻駅  (3.8 km)
  - 京福電気鉄道鋼索線 （京福電気鉄道）：ケーブル八瀬駅 - ケーブル比叡駅  (1.3 km)
  - 叡山電鉄叡山本線 （叡山電鉄）：出町柳駅 - 八瀬比叡山口駅  (5.6 km)
  - 叡山電鉄鞍馬線 （叡山電鉄）：宝ケ池駅 - 鞍馬駅  (8.8 km)
  - 鞍馬山鋼索鉄道 （鞍馬寺)：山門駅 - 多宝塔駅  (0.2 km)
  - 京都市営地下鉄烏丸線 （京都市交通局）：国際会館駅 - 竹田駅  (13.7 km)
- 八幡市
  - 京阪鋼索線 （京阪電気鉄道）：ケーブル八幡宮口駅 - ケーブル八幡宮山上駅  (0.4 km)
- 宮津市
  - 天橋立鋼索鉄道 （丹後海陸交通）：府中駅 - 傘松駅  (0.4 km)

### 大阪府

大阪圏鉄道網図

- 超広域：東海道新幹線 山陽新幹線 東海道本線 JR東西線 片町線 関西本線 阪和線 京阪本線 阪急京都本線 阪急宝塚本線 阪急神戸本線 阪神本線 阪神なんば線 近鉄大阪線 近鉄奈良線 近鉄けいはんな線 近鉄南大阪線 南海本線 南海高野線 能勢電鉄妙見線
- 広域：
  - 阪急千里線 （阪急電鉄）：天神橋筋六丁目駅 - 北千里駅  (13.6 km)
  - 阪急箕面線 （阪急電鉄）：石橋阪大前駅 - 箕面駅  (4 km)
  - 近鉄道明寺線 （近畿日本鉄道）：道明寺駅 - 柏原駅  (2.2 km)
  - 近鉄長野線 （近畿日本鉄道）：古市駅 - 河内長野駅  (12.5 km)
  - 京阪交野線 （京阪電気鉄道）：枚方市駅 - 私市駅  (6.9 km)
  - 北大阪急行電鉄南北線・南北線延伸線 （北大阪急行電鉄）：江坂駅 - 箕面萱野駅  (8.4 km)
  - 南海泉北線 （南海電気鉄道）：中百舌鳥駅 - 和泉中央駅  (14.3 km)
  - 南海空港線(1) （南海電気鉄道・第2種）：りんくうタウン駅 - 関西空港駅  (6.9 km)
  - 東海道本線(2)（西日本旅客鉄道）：吹田貨物ターミナル駅 - 福島駅 (10.0km)
  - 片町線(1) （西日本旅客鉄道）：神崎川信号場 - 吹田貨物ターミナル駅  (3.7km)
  - おおさか東線 （西日本旅客鉄道・第2種）：新大阪駅 - 久宝寺駅  (20.2km)
  - 阪和線(1) （西日本旅客鉄道）：鳳駅 - 東羽衣駅  (1.7 km)
  - 関西空港線(1) （西日本旅客鉄道・第2種）：りんくうタウン駅 - 関西空港駅  (6.9 km)
  - 東海道本線(2)（日本貨物鉄道）：吹田貨物ターミナル駅 - 大阪貨物ターミナル駅 (8.7km・貨物線)
  - 大阪モノレール大阪モノレール線（本線） （大阪モノレール）［軌道法適用］：大阪空港駅 - 門真市駅  (21.2 km)
  - 大阪モノレール国際文化公園都市モノレール線（彩都線） （大阪モノレール）［軌道法適用］：万博記念公園駅 - 彩都西駅  (6.8 km)
  - 阪堺電気軌道阪堺線 （阪堺電気軌道）［軌道法適用］：恵美須町駅 - 浜寺駅前停留場  (14.1 km)
  - 1号線Osaka Metro御堂筋線 （大阪市高速電気軌道）［軌道法適用］：江坂駅 - 中百舌鳥駅  (24.5 km)
  - 2号線Osaka Metro谷町線 （大阪市高速電気軌道）［軌道法適用］：大日駅 - 八尾南駅  (28.1 km)
  - 4号線Osaka Metro中央線 （大阪市高速電気軌道）［軌道法適用］：夢洲駅 - 長田駅  (21.1 km)
  - 7号線Osaka Metro長堀鶴見緑地線 （大阪市高速電気軌道）［軌道法適用］：大正駅 - 門真南駅  (15 km)
  - 8号線Osaka Metro今里筋線 （大阪市高速電気軌道）［軌道法適用］：井高野駅 - 今里駅  (11.9 km)
- 大阪市
  - 近鉄難波線 （近畿日本鉄道）：大阪難波駅 - 大阪上本町駅  (2 km)
  - 阪神なんば線(1) （阪神電気鉄道・第2種）：西九条駅 - 大阪難波駅  (3.8 km)
  - 京阪中之島線 （京阪電気鉄道・第2種）：中之島駅 - 天満橋駅  (3 km)
  - 大阪環状線 （西日本旅客鉄道）：天王寺駅 - 新今宮駅  (20.7 km)
  - 桜島線 （西日本旅客鉄道）：西九条駅 - 桜島駅  (4.1 km)
  - 片町線(2) （西日本旅客鉄道）：正覚寺信号場 - 平野駅  (1.5 km)
  - 関西本線(2)（日本貨物鉄道）：平野駅 - 百済貨物ターミナル駅 (1.4km・貨物線)
  - 阪堺電気軌道上町線 （阪堺電気軌道）［軌道法適用］：天王寺駅前停留場 - 住吉停留場  (4.4 km)
  - 南港・港区連絡線（Osaka Metro中央線） （大阪市高速電気軌道・第2種）：大阪港駅 - コスモスクエア駅  (2.4 km)
  - 南港・港区連絡線（Osaka Metro南港ポートタウン線） （大阪市高速電気軌道・第2種）：コスモスクエア駅 - トレードセンター前駅  (0.6 km)
  - 南港・港区連絡線（Osaka Metro南港ポートタウン線）(1) （大阪市高速電気軌道）［軌道法適用］：トレードセンター前駅 - 中ふ頭駅  (0.7 km)
  - 3号線Osaka Metro四つ橋線 （大阪市高速電気軌道）［軌道法適用］：西梅田駅 - 住之江公園駅  (11.4 km)
  - 5号線Osaka Metro千日前線 （大阪市高速電気軌道）［軌道法適用］：野田阪神駅 - 南巽駅  (12.6 km)
  - 6号線Osaka Metro堺筋線 （大阪市高速電気軌道）［軌道法適用］：天神橋筋六丁目駅 - 天下茶屋駅  (8.5 km)
  - Osaka Metro南港ポートタウン線 （大阪市高速電気軌道）：中ふ頭駅 - フェリーターミナル駅  (2.7 km)
  - Osaka Metro南港ポートタウン線(1) （大阪市高速電気軌道）［軌道法適用］：フェリーターミナル駅 - 住之江公園駅  (3.9 km)
- 東大阪市
  - 近鉄けいはんな線 （近畿日本鉄道）［軌道法適用］：長田駅 - 鉄軌分界点  (5.1 km)
- 八尾市
  - 近鉄信貴線 （近畿日本鉄道）：河内山本駅 - 信貴山口駅  (2.8 km)
  - 近鉄西信貴鋼索線 （近畿日本鉄道）：信貴山口駅 - 高安山駅  (1.3 km)
- 高石市
  - 南海高師浜線 （南海電気鉄道）：羽衣駅 - 高師浜駅  (1.5 km)
- 貝塚市
  - 水間鉄道水間線 （水間鉄道）：貝塚駅 - 水間観音駅  (5.5 km)
- 泉佐野市
  - 関西空港線 （西日本旅客鉄道）：日根野駅 - りんくうタウン駅  (4.2 km)
  - 南海空港線 （南海電気鉄道）：泉佐野駅 - りんくうタウン駅  (1.9 km)
- 泉南郡岬町
  - 南海多奈川線 （南海電気鉄道）：みさき公園駅 - 多奈川駅  (2.6 km)

### 滋賀県
- 超広域：東海道新幹線 東海道本線 湖西線 草津線 北陸本線 京阪京津線
- 広域：
  - 近江鉄道本線 （近江鉄道）：米原駅 - 貴生川駅  (47.7 km)
  - 近江鉄道多賀線 （近江鉄道）：高宮駅 - 多賀大社前駅  (2.5 km)
  - 近江鉄道八日市線 （近江鉄道）：八日市駅 - 近江八幡駅  (9.3 km)
- 大津市
  - 京阪石山坂本線 （京阪電気鉄道）［軌道法適用］：石山寺駅 - 坂本比叡山口駅  (14.1 km)
  - 比叡山鉄道線 （比叡山鉄道）：ケーブル坂本駅 - ケーブル延暦寺駅  (2.0 km)
- 甲賀市
  - 信楽高原鐵道信楽線 （信楽高原鐵道・第2種）：貴生川駅 - 信楽駅  (14.7 km)

### 兵庫県
- 超広域：東海道本線 JR東西線 福知山線 山陽本線 山陽新幹線 姫新線 赤穂線 山陰本線 阪急神戸本線 阪急宝塚本線 阪神本線 阪神なんば線 能勢電鉄妙見線 京都丹後鉄道宮津線 智頭急行智頭線
- 広域：
  - 加古川線 （西日本旅客鉄道）：加古川駅 - 谷川駅  (48.5 km)
  - 播但線 （西日本旅客鉄道）：姫路駅 - 和田山駅  (65.7 km)
  - 阪急今津線 （阪急電鉄）：宝塚駅 - 今津駅  (9.3 km)
  - 阪急伊丹線 （阪急電鉄）：塚口駅 - 伊丹駅  (3.1 km)
  - 神戸電鉄三田線 （神戸電鉄）：有馬口駅 - 三田駅  (12.0 km)
  - 神戸電鉄粟生線 （神戸電鉄）：鈴蘭台駅 - 粟生駅  (29.2 km)
  - 山陽電気鉄道本線 （山陽電気鉄道）：西代駅 - 山陽姫路駅  (54.7 km)
  - 能勢電鉄日生線 （能勢電鉄）：山下駅 - 日生中央駅  (2.6 km)
  - 北条鉄道北条線 （北条鉄道）：粟生駅 - 北条町駅  (13.6 km)
- 神戸市
  - 山陽本線(1) （西日本旅客鉄道）：兵庫駅 - 和田岬駅  (2.7 km)
  - 神戸電鉄有馬線 （神戸電鉄）：湊川駅 - 有馬温泉駅  (22.5 km)
  - 神戸高速鉄道東西線 （神戸高速鉄道・第3種）：西代駅 - 神戸三宮駅  (5.7 km)
  - 神戸高速鉄道東西線(1) （神戸高速鉄道・第3種）：高速神戸駅 - 元町駅  (1.5 km)
  - 阪急神戸高速線 （阪急電鉄・第2種）：神戸三宮駅 - 新開地駅  (2.8 km)
  - 阪神神戸高速線 （阪神電気鉄道・第2種）：元町駅 - 西代駅  (5.0 km)
  - 神戸高速鉄道南北線 （神戸高速鉄道・第3種）：新開地駅 - 湊川駅  (0.4 km)
  - 神戸電鉄神戸高速線 （神戸電鉄・第2種）：新開地駅 - 湊川駅  (0.4 km)
  - 神戸新交通ポートアイランド線 （神戸新交通）［軌道法適用］：三宮駅 - ポートターミナル駅  (1.8 km)
  - 神戸新交通ポートアイランド線(1) （神戸新交通）：ポートターミナル駅 - 中公園駅  (1 km)
  - 神戸新交通ポートアイランド線(2) （神戸新交通）［軌道法適用］：中公園駅 - 南公園駅  (1.6 km)
  - 神戸新交通ポートアイランド線(3) （神戸新交通）：南公園駅 - 中公園駅  (2 km)
  - 神戸新交通ポートアイランド線(4) （神戸新交通）［軌道法適用］：市民広場駅 - 神戸空港駅  (4.4 km)
  - 神戸新交通六甲アイランド線 （神戸新交通）［軌道法適用］：住吉駅 - 南魚崎駅  (2 km)
  - 神戸新交通六甲アイランド線(1) （神戸新交通）：南魚崎駅 - アイランド北口駅  (1.5 km)
  - 神戸新交通六甲アイランド線(2) （神戸新交通）［軌道法適用］：アイランド北口駅 - マリンパーク駅  (1 km)
  - 神戸市営地下鉄西神・山手線 （神戸市交通局）：新神戸駅 - 西神中央駅  (22.7 km)
  - 神戸市営地下鉄海岸線 （神戸市交通局）：三宮・花時計前駅 - 新長田駅  (7.9 km)
  - 神戸市営地下鉄北神線 （神戸市交通局）：新神戸駅 - 谷上駅  (7.5 km)
  - 神戸六甲鉄道六甲ケーブル線 （神戸六甲鉄道）：六甲ケーブル下駅 - 六甲山上駅  (1.7 km)
  - こうべ未来都市機構摩耶ケーブル線 （こうべ未来都市機構）：摩耶ケーブル駅 - 虹駅  (0.9 km)
- 姫路市
  - 山陽電気鉄道網干線 （山陽電気鉄道）：飾磨駅 - 山陽網干駅  (8.5 km)
- 西宮市
  - 阪急甲陽線 （阪急電鉄）：夙川駅 - 甲陽園駅  (2.2 km)
  - 阪神武庫川線 （阪神電気鉄道）：武庫川駅 - 武庫川団地前駅  (1.7 km)
- 川西市
  - 能勢電鉄妙見の森ケーブル （能勢電鉄）：黒川駅 - ケーブル山上駅  (0.6 km)
- 三田市
  - 神戸電鉄公園都市線 （神戸電鉄）：横山駅 - ウッディタウン中央駅  (5.5 km)

### 奈良県
- 超広域：関西本線 和歌山線 近鉄大阪線 近鉄奈良線 近鉄京都線 近鉄けいはんな線 近鉄南大阪線
- 広域：
  - 桜井線 （西日本旅客鉄道）：奈良駅 - 高田駅  (29.4 km)
  - 近鉄橿原線 （近畿日本鉄道）：大和西大寺駅 - 橿原神宮前駅  (23.8 km)
  - 近鉄吉野線 （近畿日本鉄道）：橿原神宮前駅 - 吉野駅  (25.2 km)
  - 近鉄けいはんな線(2) （近畿日本鉄道・第2種）：生駒駅 - 学研奈良登美ヶ丘駅  (8.6 km)
  - 近鉄生駒線 （近畿日本鉄道）：王寺駅 - 生駒駅  (12.4 km)
  - 近鉄田原本線 （近畿日本鉄道）：新王寺駅 - 西田原本駅  (10.1 km)
  - 近鉄天理線 （近畿日本鉄道）：平端駅 - 天理駅  (4.5 km)
  - 近鉄御所線 （近畿日本鉄道）：尺土駅 - 近鉄御所駅  (5.2 km)
- 生駒市
  - 近鉄生駒鋼索線 （近畿日本鉄道）：鳥居前駅 - 生駒山上駅  (2.0 km)

### 和歌山県
- 超広域：阪和線 和歌山線 紀勢本線(JR東海) 南海本線 南海高野線
- 広域：
  - 紀勢本線 （西日本旅客鉄道）：新宮駅 - 和歌山市駅  (204.0 km)
  - きのくに線 （愛称:西日本旅客鉄道）
  - 和歌山電鐵貴志川線 （和歌山電鐵）：和歌山駅 - 貴志駅  (14.3 km)
- 和歌山市
  - 南海加太線 （南海電気鉄道）：紀ノ川駅 - 加太駅  (9.6 km)
  - 南海和歌山港線 （南海電気鉄道）：和歌山市駅 - 県社分界点  (0.8 km)
  - 南海和歌山港線(1) （南海電気鉄道・第2種）：県社分界点 - 和歌山港駅  (2 km)
- 御坊市
  - 紀州鉄道線 （紀州鉄道）：御坊駅 - 西御坊駅  (2.7 km)
- 伊都郡高野町
  - 南海鋼索線 （南海電気鉄道）：極楽橋駅 - 高野山駅  (0.8 km)